# والری پدلژنی
والری پدلژنی (اوکراینی: Підлужний Валерій Васильович؛ ۲۲ اوت ۱۹۵۲ – ۴ اکتبر ۲۰۲۱) ورزشکار دو و میدانی اهل اتحاد جماهیر شوروی سوسیالیستی بود. وی بین سال‌های ۱۹۷۲ تا ۱۹۸۰ میلادی فعالیت می‌کرد.